# Callipogon sericeus
Callipogon sericeus är en skalbaggsart som först beskrevs av Olivier 1795.  Callipogon sericeus ingår i släktet Callipogon och familjen långhorningar.
Artens utbredningsområde är:
- Kuba.
- Haiti.

Inga underarter finns listade.